# Metoda Eulera

Krzywe całkowe wyznaczonych przy pomocy metody Eulera, spełniające równanie różniczkowe dla różnych warunków początkowych.

Metoda Eulera – sposób rozwiązywania równań różniczkowych, opierający się na interpretacji geometrycznej równania różniczkowego. Po raz pierwszy została ona przedstawiona w 1768 roku w podręczniku Leonharda Eulera pt. Institutiones calculi differentialis („Kształcenie w rachunku różniczkowym”).

## Metoda podstawowa
Równanie postaci {\displaystyle y'=f(x,y)} o warunkach początkowych {\displaystyle (x_{0},y_{0}):y_{0}=y(x_{0}),} z kolejnymi punktami {\displaystyle x_{i}} na osi x:
{\displaystyle x_{n+1}=x_{n}+h,\quad n=0,1,2,3,...}
Ponieważ – z definicji pochodnej
{\displaystyle y'={\frac {\Delta y}{h}},}
czyli zarazem
{\displaystyle f(x_{n},y_{n})=y'={\frac {\Delta y}{h}}.}
Po przekształceniu:
{\displaystyle \Delta y=hf(x_{n},y_{n}).}
Ponieważ szukamy wzoru na {\displaystyle y_{n+1},} zatem do wzoru {\displaystyle y_{n+1}=y_{n}+\Delta y} podstawiamy wyżej wyliczone {\displaystyle \Delta y} i otrzymujemy ostatecznie równanie:
{\displaystyle y_{n+1}=y_{n}+hf(x_{n},y_{n}).}
Porównując otrzymany wynik z rozwinięciem Taylora otrzymujemy:
{\displaystyle y_{n+1}=y(x_{n+1})=y(x_{n}+h)=y_{n}+hf(x_{n},y_{n})+{\frac {f^{(2)}(\xi )}{2}}h^{2},}
gdzie {\displaystyle x_{n}<{\xi }<x_{n+1}}
co oznacza, że przybliżenie wartości {\displaystyle y(x_{n+1})} ma błąd rzędu {\displaystyle h^{2}.} Świadczy to o tym, że obranie mniejszego przedział kroku da w rezultacie dokładniejszy wynik.

## Zbieżność
Zależność dokładności rozwiązania od wielkości kroku najlepiej sprawdzić na przykładzie równania różniczkowego, którego rozwiązanie łatwo jest znaleźć za pomocą wzoru. Przykładem może być równanie {\displaystyle y'=y} dla warunków początkowych {\displaystyle x_{0}=0,y_{0}=1,} którego rozwiązaniem jest funkcja {\displaystyle y=\exp(x).} Zastosowanie metody Eulera dla takiego równania bardzo wyraźnie zależy od kroku h.
| h=1:     | {\displaystyle x_{n+1}=x_{n}+1,}       | {\displaystyle y_{n+1}=y_{n}+1\cdot y_{n}=2y_{n}}              | dla {\displaystyle x_{n}=4} mamy {\displaystyle y_{n}=16}        |
| h=0.5:   | {\displaystyle x_{n+1}=x_{n}+0{,}5,}   | {\displaystyle y_{n+1}=y_{n}+0{,}5\cdot y_{n}=1{,}5y_{n},}     | dla {\displaystyle x_{n}=4} mamy {\displaystyle y_{n}=25{,}6289} |
| h=0.1:   | {\displaystyle x_{n+1}=x_{n}+0{,}1,}   | {\displaystyle y_{n+1}=y_{n}+0{,}1\cdot y_{n}=1{,}1y_{n},}     | dla {\displaystyle x_{n}=4} mamy {\displaystyle y_{n}=45{,}2593} |
| h=0.01:  | {\displaystyle x_{n+1}=x_{n}+0{,}01,}  | {\displaystyle y_{n+1}=y_{n}+0{,}01\cdot y_{n}=1{,}01y_{n},}   | dla {\displaystyle x_{n}=4} mamy {\displaystyle y_{n}=53{,}5241} |
| h=0.001: | {\displaystyle x_{n+1}=x_{n}+0{,}001,} | {\displaystyle y_{n+1}=y_{n}+0{,}001\cdot y_{n}=1{,}001y_{n},} | dla {\displaystyle x_{n}=4} mamy {\displaystyle y_{n}=54{,}5891} |

W rzeczywistości {\displaystyle \exp(4)\approx 54{,}5982.}
Błąd obliczeń rozwiązania równania różniczkowego metoda Eulera maleje wraz ze zmniejszaniem kroku h, ale rośnie wraz ze wzrostem {\displaystyle x-x_{0}} dla każdej wartości h. Generalnie metoda Eulera nie jest efektywna. Błąd jej stosowania jest na ogół duży.

## Metoda zmodyfikowana
Zgodnie z tą metodą, {\displaystyle \Delta y} obliczamy jako:
{\displaystyle \Delta y=f\left(x_{n}+{\frac {h}{2}},y_{n}+f(x_{n},y_{n}){\frac {h}{2}}\right)h.}
Metoda ta jest szczególnym przypadkiem metody Rungego-Kutty, znana popularnie jako metoda punktu środkowego (ang. midpoint).

## Metoda udoskonalona
Modyfikacja polega na obliczaniu współczynnika nachylenia stycznej {\displaystyle \Delta y} za pomocą średniej arytmetycznej:
{\displaystyle \Delta y=h{\frac {f(x_{n},y_{n})+f(x_{n}+h,y_{n}+f(x_{n},y_{n})h)}{2}}.}
Podobnie jak poprzednio, jest to szczególny przypadek metody Rungego-Kutty, znany powszechnie jako Metoda Heuna.